# Last Christmas (film)
Pour les articles homonymes, voir Last Christmas.
Pour plus de détails, voir Fiche technique et Distribution.
Last Christmas, ou Noël dernier au Québec, est un film de Noël américain réalisé par Paul Feig, sorti en 2019.

## Synopsis
Kate est une jeune femme qui prend très souvent des mauvaises décisions. Sa dernière erreur en date est d'avoir accepté un emploi de lutin de Noël dans un grand magasin londonien. Elle va malgré tout y faire la rencontre de Tom, un parfait inconnu qui va bousculer sa vie à jamais.

## Fiche technique
- Titre original : Last Christmas
- Titre québécois : Noël dernier[1]
- Réalisation : Paul Feig
- Scénario : Bryony Kimmings, Greg Wise et Emma Thompson
- Direction artistique : Tom Still
- Costumes : Renee Ehrlich Kalfus
- Photographie : John Schwartzman
- Musique : Theodore Shapiro
- Production : Erik Baiers, Jessie Henderson, David Livingstone et Emma Thompson

Productrice déléguée : Sarah Bradshaw
- Société de production : Universal Pictures
- Sociétés de distribution : Universal Pictures (États-Unis), Universal Pictures International France (France)
- Budget : 25–30 millions $[2],[3]
- Pays d'origine :  États-Unis,  Royaume-Uni
- Langue originale : anglais
- Format : couleur
- Genre : comédie romantique
- Durée : 102 minutes
- Dates de sortie[4] :
  - États-Unis : 15 novembre 2019
  - France : 27 novembre 2019

## Distribution
- Emilia Clarke (VF : Marie Tirmont ; VQ : Catherine Brunet) : Katarina Andrich dite Kate, vendeuse dans une boutique de décorations de Noël qui ambitionne de devenir chanteuse
- Boris Isakovic (VF : Matthieu Lagarrigue ; VQ : Daniel Picard) : Ivan Andrich, père de Kate, chauffeur Uber britannique, ex-avocat yougoslave
- Emma Thompson (VF : Frédérique Tirmont ; VQ : Élise Bertrand) : Petra Andrich, mère de Kate, ex-chanteuse yougoslave
- Lydia Leonard (VF : Véronique Desmadryl ; VQ : Laurence Dauphinais) : Marta Andrich, sœur aînée de Kate, avocate
- Jade Anouka : Alba, compagne de Marta, belle-sœur de Kate
- Michelle Yeoh (VF : Yumi Fujimori ; VQ : Anne Dorval) : Noëlle (Santa en v.o.), patronne de Kate
- Peter Mygind : amoureux danois de Noëlle
- Henry Golding (VF : Eilias Changuel ; VQ : Jean-Philippe Baril Guérard) : Tom Webster, mystérieux ami de Kate
- Ritu Arya (VF : Edwige Lemoine ; VQ : Aurélie Morgane) : Jenna, amie enceinte de Kate
- Ansu Kabia : Rufus, mari de Jenna
- Patti LuPone (VF : Anne Plumet) : Joyce, cliente du magasin
- Rebecca Root (VF : Emmanuelle Rivière) : Dr. Addis, médecin de Kate
- Maxim Baldry (VF : Jim Redler) : Ed
- Bilal Zafar : Oscar
- Margaret Clunie (VF : Caroline Espargilière) : Shower Sarah
- Fabien Frankel : Fabien
- Ben Owen-Jones : Danny, bénévole paraplégique au centre d’accueil pour SDF
- Sue Perkins : présidente du jury de l'audition "Reine des neiges"
- Rob Delaney : directeur de théâtre
- Peter Serafinowicz : homme de théâtre
- Andrew Ridgeley (caméo) : dans le public lors du concert

 Source et légende : version française (VF) sur RS Doublage
 Source et légende : version québécoise (VQ) sur Doublage.qc.ca

## Production

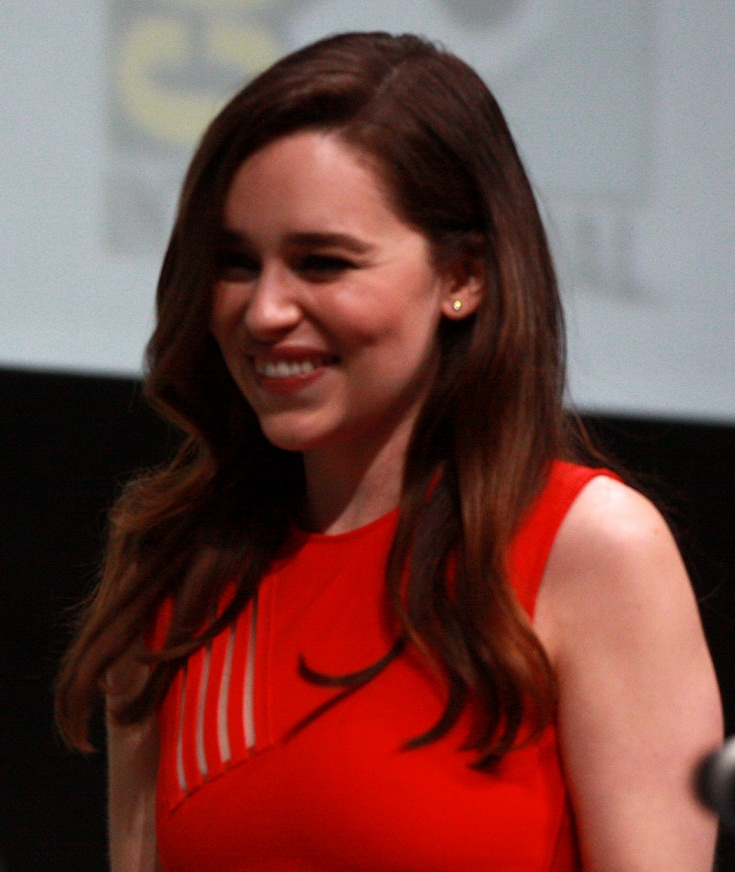
Emilia Clarke en 2013 au San Diego Comic Con International.

En septembre 2018, Emilia Clarke et Henry Golding sont annoncés comme têtes d'affiche d'une comédie romantique se déroulant à Londres à Noël. Paul Feig est ensuite annoncé comme réalisateur, alors que l'actrice Emma Thompson coécrit le scénario. Cette dernière est ensuite officialisée également dans la distribution.
En octobre 2018, il est annoncé que le film contiendra plusieurs chansons de George Michael, notamment Last Christmas mais également des chansons inédites. En novembre 2018, Michelle Yeoh rejoint la distribution.
Le tournage a lieu de novembre 2018 à février 2019. Il a lieu à Londres, notamment dans les West London Film Studios et à Marylebone.

## Accueil

### Critiques
Le film a reçu des critiques moyennes, recueillant 47 % de critiques positives, avec une note moyenne de 5.3/10 sur la base de 176 critiques collectées sur le site agrégateur de critiques Rotten Tomatoes. Sur Metacritic, il obtient un score de 50/100 sur la base de 39 critiques collectées.
Le film reçoit également en France un accueil mitigé, avec une note moyenne de 2,5⁄5 sur AlloCiné.
Selon Marie Claire, « Last Christmas est une tentative de modernisation [de la comédie romantique] plutôt réussie, mais qui péche par des maladresses fâcheuses et des lourdeurs qui auraient pu être évitées. ». Pour Le Dauphiné libéré « Emilia Clarke est adorable en jeune Londonienne borderline, et Emma Thompson impayable dans le rôle de sa mère. ».

### Box-office
Le film est diffusé sur 3 448 écrans à travers les États-Unis et le Canada, il engrange près de 4,050 millions de dollars lors de sa sortie. Le film rapporte près de 33,4 millions de dollars après quatre semaines, et devient no 2 au box-office, au cours de son 7e jour d'exploitation. Avec le marché mondial, le film engrange 121 550 750 USD.
| Pays ou région    | Box-office      | Date d'arrêt du box-office | Nombre de semaines |
| ----------------- | --------------- | -------------------------- | ------------------ |
| États-Unis Canada | 35 150 750 $    | 2 janvier 2020             | 8                  |
| France            | 291 294 entrées | 7 janvier 2020             | 6                  |
| Total mondial     | 121 550 750 $   | -                          | -                  |